# Ermanno Stradelli
Ermanno Stradelli (né le 8 décembre 1852 à Borgo Val di Taro et mort le 21 mars 1926  à Manaus, au Brésil)  est un explorateur, géographe et photographe italien.

## Biographie
Ermanno Stradelli est né dans une vieille famille de notaire de la ville de Borgo Val di Taro actuellement dans la province de Parme, alors dans la province de Plaisance. Son père, Francesco Stradelli, reçoit le titre de noblesse de comte par Marie-Louise d'Autriche, duchesse de Parme, Plaisance et Guastalla peu avant la naissance du fils ainé Ermanno.
Sa mère, Marianna Douglas Scotti di Vigoleno est une comtesse d'une vieille ascendance écossaise.
La ville de Borgotaro, comme elle s'appelait à l'époque, désormais Borgo Val di Taro est le lieu de leur résidence.
Le 1er juillet 1862 le second enfant Angelo nait suivi de Alfonso Maria, le 23 octobre 1865, qui deviendra jésuite. Ermanno Stradelli a quatre sœurs : Bianca, mariée avec le comte Alessandro Calciati Grotti, Antonietta, qui épouse le comte Giuseppe Cigale Fulgosi, tous deux de Plaisance, Luisa, mariée avec le marquis Luigi Mereghi, de Jesi, et Gliceria, qui épouse le général Francesco Santoro, de Florence.
La jeunesse d'Ermanno Stradelli est détaillée par l'historien brésilien Luís da Câmara Cascudo (en) : « Ermanno est vif, impétueux, impulsif, ouvert. Il fait ses études au collège de Sainte-Catherine, à Pise. Ses lectures préférées sont les récits du voyage qui évoquent les luttes, les mystères, les vaillance physique, les dangers  de la forêt vierge, les déserts silencieux, les Indiens incompréhensibles, les animaux fabuleux ».
Il fait des études de droit à Pise qu'il interrompt peu avant son départ pour l'Amazonie. Il ne termine sa formation qu'en 1886, avec une thèse en droit international au titre significatif de « si les nations civilisées ont ou n'ont pas le droit s'approprier des territoires occupés par les peuples barbares » avec comme rapporteur Carlo Francesco Gabba (it).

## Le départ pour l'Amazonie
Le 25 avril 1878 Ermanno Stradelli demande à son père le partage de l'héritage, déjà décidé à partir. Il songe d'abord à l'Afrique avant d'opter pour l'Amérique latine.
Un an plus tard, le  9 avril 1879, il part de Bordeaux pour le Brésil, il a alors 27 ans. Il arrive à Belém  puis poursuit vers Manaus où il arrive fin juillet.
Sa première activité est certainement la photographie. Il a apporté avec lui du matériel et s'installe dans le centre de Manaus, Rua Marcilio Dias. Il fréquente les missionnaires franciscains italiens, essayant de comprendre comment il peut nouer des relations avec les Autochtones. Au cours du premier voyage d'exploration, en octobre 1879, il perd tout son matériel au cours d'un naufrage.
Il s'intéresse aussi  à la langue des populations autochtones du bassin amazonien, le nheengatu. En juillet 1880, en naviguant sur l'Amazone, il fait la connaissance du comte Alessandro Sabatini, qui l'initie à l'étude de la langue indigène.

## Les premières explorations
En 1881 il visite la zone du río Vaupés, qui est étudiée par un groupe de chercheurs de Manaus associés au botaniste João Barbosa Rodrigues (Brandao Antonio Amorim, Maximiliano José Roberto da Silva et Barnardo Ramos). Maximiliano José Roberto, fils d'un couple d'autochtones, Manao et Tariana, recueille pour le compte de Stradelli la version originale des légendes de Jurupari. Le texte est ensuite publié dans le Bulletin de la Société géographique royale d'Italie.
En 1882, il fait partie de la commission brésilienne pour délimiter les frontières avec le Venezuela qui est commandé par le lieutenant-colonel Francisco Xavier Lopes de Araújo (pt). Au cours de la même année, Stradelli explore le fleuve Padauari. En juin, le groupe parcourt de Rio Branco jusqu'au Rio Negro et de là rejoint Manaus. Toujours en 1882, il voyage pour la deuxième fois autour du Rio Uaupés, remontant le fleuve jusqu'à Jauareté-Cachoeira. Il retourne à Manaus atteint du paludisme.
En 1883 il se rend dans le Rio Madeira et il s'arrête à Itacoatiara afin de se soigner. Il réorganise les premiers éléments recueillis pour son « vocabulaire ». En décembre, il assiste João Barbosa Rodrigues dans la création du musée botanique de Manaus. Le 14 février 1884, il est à Manaus où il pose la première pierre pour la construction du théâtre Amazonas, en tant que représentant de la société Rossi et frères, qui a remporté l'appel d'offres pour la construction de l'ouvrage.
Le 29 mars 1884 il part en tant que photographe avec João Barbosa Rodrigues pour une expédition de pacification des peuples Crichanas. João Barbosa Rodrigues et Stradelli remontent le Rio Jauaperi et ne reviennent à Manaus que le 16 avril de cette même année. En août 1884, Stradelli part de nouveau pour l'Italie.

## le retour en Italie
Entre 1885 et 1886 il termine ses cours de droit à l'université de Pise. En 1886 il est à Gênes où travaille auprès de l'étude de l'avocat Orsini. La même année, il présente, au VI congresso internazionale degli americanisti de Turin, ses dessins de pétroglyphes Uaupés qu'il a recueillis. En janvier 1887, il écrit à la société géographique pour leur communiquer son départ imminent pour le Brésil et en février, il part de nouveau pour l'Amazonie depuis le port de Marseille.
Il obtient la nationalité brésilienne ce qui lui permet de faire valider ses diplômes et d'entrer dans l'administration brésilienne où il devient, en 1895, « promoteur public » du second district de Manaus. Étant en contact avec le monde du commerce, il propose, sans succès, à Pirelli de créer un consortium italo-brésilien pour l'exploitation du caoutchouc qui est aux mains des Anglais et des Américains. Stradelli ne se consacre alors plus qu'à la magistrature et à ses travaux.
Il est nommé « promoteur public » de Tefé en 1912 où il s'installe. Il collabore à la revue de droit de Bento de Farias, la plus réputée du Brésil. En 1920, il termine son « vocabulaire » qui se compose de vocabulaires, d'annotations et de témoignages sur les indigènes. Il ne trouve cependant pas d'éditeur disposé à publier son travail. Ce n'est qu'après sa mort que son ami Nogueira réussit à faire publier le manuscrit à l'occasion du centenaire de l'indépendance du Brésil.

## La mort
En 1923, Stradelli quitte sa fonction. Âgé de 73 ans, éprouvé physiquement par la maladie, son frère jésuite Alfonso le convainc de rentrer en Italie. La sortie du territoire lui est refusée lors de la visite médicale nécessaire au départ. Jugé malade, il est interné dans la léproserie d'Umirisal à Manaos. Dans un petit baraquement, avec la seule compagnie de ses livres et de ses souvenirs, il vit dans une pauvreté absolue jusqu'à sa mort en 1926.

## Œuvres
- 1876, Una gita a Rocca d'Olgisio, Typographie V. Porta, Plaisance
- 1877, Tempo sciupato, Typographie Marchesotti
- 1885, La confederazione dei Tamoi (traduzione dal portoghese dell'opera di Magalhaes), Typographie V. Porta, Plaisance
- 1890, Bolletino della Società Geografica Italiana, 3a. série, vol. 3, 425-453.
- 1898, Ajuricaba, poème publié dans le journal brésilien O Correio do Purus
- 1900, Due legende amazzoniche, Typographie V. Porta, Plaisance
- 1900, Pitiapo, éditeur inconnu
- 1910, Vocabularios de Linguas faladas no Rio Branco, in Relatorio Geral do Congresso Cientifico Latino-americano. Vol. VI, Rio de Janeiro
- 1928, Vocabulario Nheengatu-Portugues e Portugues-Nheengatu, Revue de l'Institut Historique brésilien, Rio de Janeiro

### Crédit d'auteurs
- (it) Cet article est partiellement ou en totalité issu de l’article de Wikipédia en italien intitulé « Ermanno Stradelli » (voir la liste des auteurs).